# Amsterdam Admirals
Amsterdam Admirals is een voormalige Nederlandse Americanfootballclub die uitkwam in de NFL Europe sinds de oprichting in 1995. In eerste instantie speelden de Admirals hun wedstrijden in het Olympisch Stadion. Toen in 1996 de Amsterdam ArenA werd opgeleverd verhuisde niet alleen voetbalclub AFC Ajax naar het nieuwe stadion, maar ook de Admirals. In 2007 werd de club opgeheven vanwege de beëindiging van de NFL Europe. 
In mei 2022 werd bekend dat een mogelijke toetreding van de Amsterdam Admirals tot de in 2021 gestartte European League of Football wordt onderzocht.

## Admirals in de NFL Europe
Dit gebeurde naar een idee vanuit de Amerikaanse NFL, waardoor de voornamelijk jonge spelers vanuit de NFL ervaring konden opdoen ten tijde dat de competitie in Amerika stil lag. Het project was een voortvloeisel uit de World League of American Football die daarvoor reeds in Europa werd gehouden, de eerste twee jaar zonder Nederlandse inbreng.
De NFL Europe bestond vanaf het begin af aan uit twee Duitse teams, Rhein Fire en Frankfurt Galaxy, de Britse verenigingen de Scottish Claymores en de London Monarchs alsmede de Spaanse club Barcelona Dragons en de Admirals. Geleidelijk aan verdwenen de niet-Duitse clubs echter van het toneel waardoor de Admirals sinds 2005 de enige niet-Duitse club in de NFL Europe waren.
De Admirals kwalificeerden zich voor de World Bowl in 1995 met een 9-1 seizoensrecord, maar verloren van Frankfurt Galaxy met 26-22.
Pas 10 jaar later, tijdens hun 11-jarig bestaan bereikten de Admirals wederom de Worldbowl.
De Admirals wonnen hun eerste World Bowl in 2005 door de regerend NFL Europe kampioen, Berlin Thunder, met 27-21 te verslaan tijdens de dertiende editie van de World Bowl. Gedurende de reguliere competitie eindigden de Admirals dat seizoen achter Berlin Thunder op de tweede plaats, wat betekende dat ze zich mochten opmaken voor de World Bowl. De finale tegen de Duitsers werd gewonnen, waardoor voor het eerst in de historie van de club het kampioenschap werd behaald.
In seizoen 2006 werd wederom de World Bowl behaald maar dit keer gingen de Amsterdammers kansloos ten onder tegen Frankfurt Galaxy: 22-7.
In seizoen 2006-2007 werden een paar wijzigingen in de NFL Europe doorgevoerd. De league heette voortaan NFL Europa en het logo werd veranderd. Er werd een nieuwe manier van promotie ingevoerd, namelijk het player continuity program. Dit hield in dat elk team in de NFL Europa vanaf 2006-2007 2 spelers in de buurt hield voor promotie-doeleinden.
In seizoen 2006-2007 werden de volgende spelers aangetrokken:
- Jonathan McKenzie Smith als Runningback
- Derrick Ballard als Linebacker

In 2007 werden de wedstrijden op vrijdag en zondag gespeeld in de Amsterdam ArenA. Een uitzondering was de wedstrijd van 15 juni, welke werd gespeeld in het Olympisch Stadion van Amsterdam, het stadion waar de Admirals hun eerste thuiswedstrijden speelden.
Op 29 juni 2007 maakte de NFL bekend dat de NFL Europa wordt opgeheven. Hiermee is een einde gekomen aan het bestaan van de Admirals.

### Erelijst
- World Bowl (1x) : 2005

## Resultaten per seizoen
W = Winst, V = Verlies, G = Gelijk, R = Competitieresultaat
| Seizoen                           | W  | V  | G | R                    | Playoff resultaat        |
| --------------------------------- | -- | -- | - | -------------------- | ------------------------ |
| Amsterdam Admirals (World League) |    |    |   |                      |                          |
| 1995                              | 9  | 1  | 0 | 1e plaats            | World Bowl III verloren  |
| 1996                              | 5  | 5  | 0 | 3e plaats            | --                       |
| Amsterdam Admirals (NFL Europe)   |    |    |   |                      |                          |
| 1997                              | 5  | 5  | 0 | 3e plaats            | --                       |
| 1998                              | 7  | 3  | 0 | 3e plaats            | --                       |
| 1999                              | 4  | 6  | 0 | 4e plaats            | --                       |
| 2000                              | 4  | 6  | 0 | 4e plaats            | --                       |
| 2001                              | 4  | 6  | 0 | 4e plaats            | --                       |
| 2002                              | 4  | 6  | 0 | 5e plaats            | --                       |
| 2003                              | 4  | 6  | 0 | 5e plaats            | --                       |
| 2004                              | 5  | 5  | 0 | 3e plaats            | --                       |
| 2005                              | 6  | 4  | 0 | 2e plaats            | World Bowl XIII gewonnen |
| 2006                              | 7  | 3  | 0 | 1e plaats            | World Bowl XIV verloren  |
| Amsterdam Admirals (NFL Europa)   |    |    |   |                      |                          |
| 2007                              | 4  | 6  | 0 | 5e plaats            | --                       |
| Totaal                            | 69 | 64 | 0 | (inclusief playoffs) | (inclusief playoffs)     |

## Coach
- Al Luginbill (1995-2000)
- Bart Andrus (2001-2007)

## Ring of Honor
- Adam Vinatieri
- Jonathan Kirksey
- Frank Temming
- Silvio Diliberto
- Kurt Warner
- Derrick Levake
- Rafael Cooper
- Matthew Hatchette
- Willie Pile
- Ruvell Martin

## Overige bekende spelers
- Romeo Bandison
- Darren Bennett
- Jay Fiedler
- Shaun Hill
- Kurt Warner
- Gibran Hamdan
- Jake Delhomme
- Jarrett Payton
- Akwasi Mensah
- Pascal Matla
- Hans Werdekker
- Skyler Fulton
- Barry Kloeth
- Haroen Marée

NFL Teams 2007:
Amsterdam Admirals · Cologne Centurions · Rhein Fire · Frankfurt Galaxy · Hamburg Sea Devils · Berlin Thunder
Voormalige NFL teams:
Barcelona Dragons · London/England Monarchs · Scottish Claymores